# Anthony E. Zuiker
Anthony E. Zuiker (Blue Island, 17 de agosto de 1968), é o criador e produtor executivo do seriado de grande sucesso CSI: Crime Scene Investigation, exibido pelo canal americano CBS. Zuiker produz três das versões do programa: CSI: Crime Scene Investigation (Las Vegas), CSI: Miami e CSI: NY. Também é autor do livro Grau 26.